# Dermophthirius melanopteri
Espèce
Dermophthirius melanopteri est une espèce de monogènes de la famille des Microbothriidae. C'est un parasite que l'on rencontre sur la peau des requins du genre Carcharhinus.

## Description
Dans leur description initiale, les auteurs indique que Dermophthirius melanopteri est de forme ovoïde et mesure de 2,4 à 2,9 mm de long pour 1,3 à 2,1 mm de large.

## Étymologie
Son nom spécifique, melanopteri, reprend le nom de l'hôte sur lequel il a été découvert, Carcharhinus melanopterus, le Requin à pointes noires.

## Publication originale
- (en) Paul J. Cheung, Ross F. Nigrelli, George D. Ruggieri et Gerald L. Crow, « A New Microbothriid (Monogenean) Causing Skin Lesions on the Pacific Blacktip Reef Shark, Carcharhinus melanopterus (Quoy and Gaimard) », Journal of Aquariculture & Aquatic Sciences, vol. 5, no 2,‎ 1988, p. 21-25 (ISSN 0733-2076, lire en ligne).